# روسكو باريش
روسكو باريش (بالإنجليزية: Roscoe Parrish)‏ هو لاعب كرة قدم أمريكية أمريكي، ولد في 16 يوليو 1982 في ميامي في الولايات المتحدة.

## وصلات خارجية
- روسكو باريش على موقع مرجع كرة القدم المحترفة.كوم (الإنجليزية)